# Rhesala goleta
Rhesala goleta är en fjärilsart som beskrevs av Felder 1874. Rhesala goleta ingår i släktet Rhesala och familjen nattflyn. Inga underarter finns listade.